# Erschließung Historischer Bibliotheken in Südtirol
Das Projekt Erschließung Historischer Bibliotheken in Südtirol (EHB) ist ein im Jahre 1997 ins Leben gerufenes Förderprojekt der Stiftung Südtiroler Sparkasse. Projektträger war bis Frühjahr 2016 die Sozialgenossenschaft Bibliogamma unter Vorsitz von Bruno Klammer, seit 2016 ist die Freie Universität Bozen Rechtsträger des EHB-Katalogs. Die Leitung von Bibliogamma ging seither an Klammers Nachfolger Walter Garber über.
Ziel des Projekts ist es, das historische Bucherbe Südtirols zu erfassen und zu schützen. Dessen Katalogisierung soll Wissenschaft und Öffentlichkeit den besseren Zugang zu meist verschlossenen, alten Buchbeständen ermöglichen. Eine Digitalisierung der historischen Buchbestände erfolgt hingegen nicht. Erfasst werden neben Kloster- und Pfarrbibliotheken auch Gymnasialbibliotheken, Adelsbibliotheken, wertvolle private Buchsammlungen und Bibliotheken von Schlössern und Burgen.

## Katalogisierte Bestände

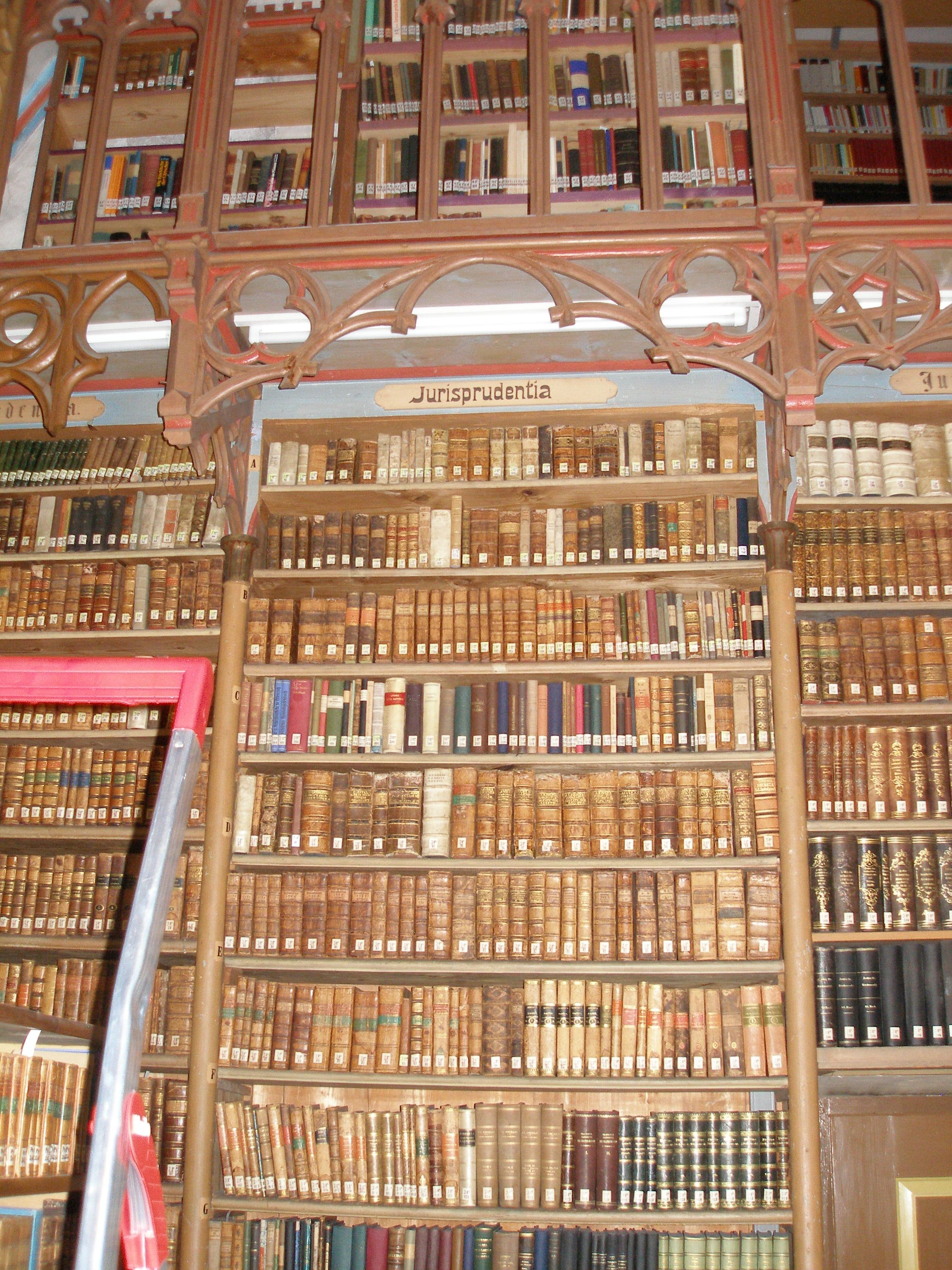
Eine Wand der Klosterbibliothek Muri-Gries in Bozen

- Bibliothek des Augustinerklosters Neustift
- Bibliothek der Franziskanerklöster Bozen, Kaltern, Innichen und Klosterlechfeld (D)
- Bibliothek des Deutschen Ordens in Lana
- Bibliothek der Eucharistiner in Bozen
- Bibliotheken der Benediktinerklöster Marienberg und Muri-Gries
- Bibliotheken der Kapuzinerklöster Brixen, Bozen, Bruneck, Lana, Neumarkt, Mals, Klausen, Schlanders, Eppan und Müstair (CH)
- Bibliothek der Philosophisch-Theologischen Hochschule Brixen
- Bibliothek der Gymnasien Vinzentinum, Johanneum und der Franziskaner
- Bibliothek des Stadtmuseums Meran
- Bibliothek des Pharmaziemuseums Brixen
- Adelsbestände (Lutterotti, Mamming, Weihrauch Di Pauli)
- Pfarrbibliotheken (Enneberg, St. Leonhard-Abtei, Assling (A), Niederolang, Propstei-Bibliothek Bozen)
- Bibliothek der Kuratie Signat
- Bibliotheken von Burgen und Schlössern (Burg Taufers)
- Privatbibliotheken (Johann Parschalk, Luis Staindl, Paul Rainer, Brandstätter, Staffler)

## Veröffentlichungen
- Bruno Klammer: EHB Themenliste – ein Forschungskatalog. Provinz Verlag, Brixen 2009, ISBN 978-88-88118-68-0.
- Walter Garber: Die historische Bibliothek des Stadtmuseums Meran – La biblioteca del Museo Civico di Merano (= Erschließung historischer Bibliotheken in Südtirol. Band 1). Provinz Verlag, Brixen 2006, ISBN 978-88-88118-42-0.
- Rainhard Domanegg, Hans Kienzl: Die Pfarrbibliotheken Niederolang und Assling – Le Biblioteche Parrocchiali di Valdaora di Sotto e di Assling (= Erschließung historischer Bibliotheken in Südtirol. Band 2). Provinz Verlag, Brixen 2007, ISBN 978-88-88118-44-4.
- Manfred Schmid: Die Franziskaner-Bibliotheken Kaltern, Innichen, Signat und Klosterlechfeld – Le biblioteche franciscane di Caldaro, San Candido, Signat e Klosterlechfeld (= Erschließung historischer Bibliotheken in Südtirol. Band 3). Provinz Verlag, Brixen 2007, ISBN 978-88-88118-45-1.
- Rainhard Domanegg: Die Kapuzinerbibliotheken Klausen, Eppan, Schlanders und Müstair – Le biblioteche cappuccine di Chiusa, Appiano, Silandro e Müstair (= Erschließung historischer Bibliotheken in Südtirol. Band 4). Provinz Verlag, Brixen 2007, ISBN 978-88-88118-52-9.
- Rainhard Domanegg, Hans Kienzl: Die Propsteibibliothek Bozen – La biblioteca della prepositura di Bolzano (= Erschließung historischer Bibliotheken in Südtirol. Band 5). Provinz Verlag, Brixen 2008, ISBN 978-88-88118-58-1.
- Walter Garber: Die Kapuzinerbibliotheken von Lana und Neumarkt – Le biblioteche cappuccine di Lana ed Egna (= Erschließung historischer Bibliotheken in Südtirol. Band 6). Provinz Verlag, Brixen 2010, ISBN 978-88-88118-70-3.
- Klara Tutzer: Die Bibliothek des Johann Parschalk – La biblioteca di Johann Parschalk (= Erschließung historischer Bibliotheken in Südtirol. Band 7). Provinz Verlag, Brixen 2010, ISBN 978-88-88118-71-0.
- Angelika Pedron, Klara Tutzer: Die Bibliothek des Klosters Muri-Gries – La biblioteca del convento di Muri-Gries (= Erschließung historischer Bibliotheken in Südtirol. Band 8). Provinz Verlag, Brixen 2011, ISBN 978-88-88118-72-7.
- Benjamin Santer: Die Bibliotheksbestände des Deutschen Ordens in Lana – Le collezioni librarie dell`Ordine Teutonico di Lana (= Erschließung historischer Bibliotheken in Südtirol. Band 9). Provinz Verlag, Brixen 2012, ISBN 978-88-88118-88-8.
- Angelika Pedron: Die Bibliotheken des Vinzentinums und Johanneums – Le biblioteche del Vinzentinum e dello Johanneum (= Erschließung historischer Bibliotheken in Südtirol. Band 10). Provinz Verlag, Brixen 2015, ISBN 978-88-99444-01-3.
- Benjamin Santer, Walter Garber, David Fliri, Franz Gratl: Die Bibliothek der Benediktiner von Marienberg (= Erschließung historischer Bibliotheken in Südtirol. Band 11). Provinz Verlag, Brixen 2019, ISBN 978-88-99444-18-1.
- Angelika Pedron, Reinhard Pichler, Manfred Schmidt: Die Bibliothek des Bozner Franziskanergymnasiums (= Erschließung historischer Bibliotheken in Südtirol. Band 12). Provinz Verlag, Brixen 2018, ISBN 978-88-99444-19-8.